# Soroksári AC
Soroksári AC – węgierski klub piłkarski z siedzibą w Budapeszcie w dzielnicy Soroksár. Klub został rozwiązany.

## Historia

### Chronologia nazw
- 1911: Soroksári Athletikai Club
- 1919: Soroksári Munkások Testgyakorló Köre (wznowienie działalności klubu po zawieszeniu działalności w 1913 roku)
- 1920: Soroksári Atlétikai Club
- 1926: Soroksár FC
- 1935: Erzsébet-Soroksár (połączenie z klubem Erzsébetfalvi TC)
- 1937: Soroksári AC
- 1945: Soroksári MaDISz
- 1945: Erzsébeti-Soroksári MaDISz (Er-So MaDISz) (połączenie z klubem Erzsébeti MaDISz)
- 1948: Soroksári Egység SE (połączenie z klubem Soroksári Textil)
- 1949: Soroksári Textil SK
- 1950: Soroksári Textiles Vörös Lobogó
- 1957: Soroksári AC

## Osiągnięcia
- W lidze (10 sezonów na 109) : 1932/33, 1934/35-1936/37, 1945/46-1946/47, 1948/49-1949-50, 1951, 1953